# Quý tôn Túc
Quý tôn Túc (chữ Hán: 季孫宿, ?-535 TCN) tức Quý Vũ tử (季武子), là vị tông chủ thứ tư của Quý tôn thị, một trong Tam Hoàn của nước Lỗ dưới thời Xuân Thu trong lịch sử Trung Quốc.

## Thân thế
Ông tên thật là Cơ Túc (姬宿), con của Quý tôn Hàng Phủ, vị tông chủ thứ ba của họ Quý. Năm 568 TCN, Quý tôn Hàng Phủ qua đời, Cơ Túc lên thế tập.

## Sự nghiệp
Dưới thời của Quý tôn Túc, thế lực của Tam Hoàn ngày một lớn mạnh và can thiệp sâu vào chính sự nước Lỗ. Năm 562 TCN, nước Lỗ cải cách quân đội, lập ra ba đạo quân Thượng quân, Trung quân và Hạ quân, Quý tôn Túc ban lệnh quân nhân được miễn trừ thuế, thực lực của họ Quý ngày càng lớn.
Tháng 11 năm 535 TCN, Quý tôn Túc mất. Con là Quý tôn Ý Như thế tập.